# 神津カンナ
神津 カンナ（こうづ かんな、1958年10月23日 - ）は、東京都出身の作家、エッセイスト、コメンテーター。本名は神津十月（神は「しめすへん」の神、読みは同じ）。
母は女優の中村メイコ、父は作曲家の神津善行。弟は画家の神津善之介。俳優の杉本哲太は妹の神津はづきと結婚しており義弟にあたる。

## 来歴
1977年、東洋英和女学院高等部（幼稚園から高校まで東洋英和）卒業後、父の「満18歳になったら子どもはいっぺん家から追い出す」という持論により(実際には送り出す際にメイコが見たこともないほど取り乱した)、ニューヨークへ渡米、1978年9月に入学したサラ・ローレンス大学演劇学科を中退。1980年5月帰国、コロンビア大学英語学科に聴講生として通う。後に発表した著書『親離れするときに読む本』を機に作家としての活動を始める。国立女性教育会館運営委員などを務め、現在に至る。
名前の表記を2000年より、本名と同じ「神津十月」の漢字表記に変更した。ニューヨークから1977年12月31日放送の『第28回NHK紅白歌合戦』に紅組応援団長をしていた母・中村メイコに応援の電報を送っている。
日本万国博覧会の開会式中継番組として放送された『幕開く日本万国博』にリポーターとして出演することになっていたが、オンエア当日にカンナが風邪でダウンしたため、この番組への出演を見合わせた（『幕開く日本万国博』には、母・中村メイコがカンナの代理というかたちで出演した）。
2018年、日本相撲協会コンプライアンス委員会外部委員に就任。2022年、女性で初めて日本相撲協会の監事に就任した。

## 著書
- 『カンナとメイコ』山梨シルクセンター出版部、1968
- 『会えてうれしい花いちもんめ』集英社）1982 のち文庫
- 『親離れするとき読む本』青春出版社・プレイブックス、1982　「親離れするとき読む本 もうひとり別のあなたへ」（集英社文庫）
- 『今日もまた百面相』(Josei seven books)小学館,1985.7
- 『男と女の交差点 親離れした後で世の中を眺めて感じたこと』講談社、1985.10　のち集英社文庫
- 『見えないオシャベリ』（集英社文庫）1986
- 『女の魅力in・out 自立するとき読む95項』 (Sankei books)サンケイ出版、1986.9
- 『長女が読む本』三笠書房、1988.7　のち知的生きかた文庫
- 『父に関する噂』角川書店、1988.9 『恋愛父娘』(角川文庫)1991.11
- 『神津家はただいま11人!』徳間書店、1988.10　のち文庫
- 『胸いっぱいの愛を』（角川文庫）1989
- 『パートナー 結婚する時、しない時』PHP研究所、1989.4
- 『スターダスト』角川書店、1989.5　のち文庫
- 『カンナの同級生気分』（集英社文庫）1989
- 『カンナのパワフル女性学』 (クリエイティブウーマンシリーズ）フレーベル館,1989.11
- 『Kannaのニューヨーク物語』徳間書店、1989.12
- 『通りの向こう側 私鉄沿線恋物語』実業之日本社、1990.9  のち集英社文庫
- 『美人女優』集英社、1990.9　のち文庫
- 『恋人論』海竜社、1991.1　のち集英社文庫
- 『三重奏のラブソング』双葉社、1991.11
- 『保証のない恋』PHP研究所、1992.1
- 『30歳の思春期』徳間書店、1992.7
- 『月下美人の秘密』実業之日本社、1992.10
- 『いま、自分探しの季節』PHP研究所、1992.12
- 『29歳になったら読む本 魅力ある大人の女への出発』三笠書房、1993.5
- 『三十歳からの私育ての本』海竜社、1993.6
- 『仕事美人は生き方上手 ワンランクアップの自己演出』PHP文庫)1993.12
- 『カーテンコール』集英社、1994.3
- 『恋上手になれない』(ノン・ポシェット)祥伝社、1994.9
- 『パートナー 結婚する時、しない時』 (PHP文庫)1995.6
- 『年下の彼』(ノン・ポシェット)祥伝社、1995.9
- 『パープル・ドリーム』実業之日本社、1996.9
- 『その人のどこが人を魅きつけるのか』三笠書房、1997.2 「あの人はなぜ好かれるのだろう?なぜ素敵になったのだろう?」知的生きかた文庫)三笠書房
- 『「やりがい」見つけたい。』三笠書房、1999.3
- 『あなたの弱さは幸せの力になる』神津十月 海竜社、2000.7
- 『思慮深いまなざしを育むために』日本電気協会新聞部、2010.11
- 『冷蔵庫が壊れた日』ワック、2014.4
- 『水燃えて火 - 山師と女優の電力革命』（中央公論新社）2017

### 共著
- 『カンナとトムのおしゃれでゅえっと』赤峰十夢共著　清水書院、1987.8
- 『メイコとカンナのがんばれ!お年寄り こんな老人介護もあったのね』 (サラ・ブックス)中村メイコ共著, TBSラジオ 編　二見書房、1993.4
- 『二人の手紙』阿川佐和子共著　徳間書店、1994.1　のちちくま文庫
- 『メイコとカンナのことばの取説』中村メイコ共著　亜紀書房、2006.6

### 翻訳
- ジョーン・ヴィンジ『サンタクロース』 (集英社文庫)1985
- ダン・グリンバーグ, スーザン・オマリー 共著『シングルごっこ のっぴきならぬ仲にならないために、そして注ぎこんだお金が戻ってくるために』リヨン社、1988.6
- マイケル・ジャコビー『平和への手紙 アメリカ高校生の手記』偕成社、1991.5
- サーラ・ダーキー『アメリア 冒険の国の少女』文渓堂、1993.6

## 出演番組
- ビートたけしのTVタックル（テレビ朝日、1989年 - 1991年、司会）
- ゆかいな音楽会（TBS、1976年 - 1977年）
- スター千一夜（フジテレビ、1980年 - 1981年、サブ司会）
- 世界まるごとHOWマッチ（毎日放送、不定期出演）
- メイコ&カンナ・奥さんおじゃまします（TBSラジオ）
- メイコのいきいきモーニング（TBSラジオ、1990年 - 2010年）
- 全国こども電話相談室（TBSラジオ、回答者）
- 今晩は! 神津カンナです（文化放送『吉田照美のてるてるワイド』内）
- 神津カンナのあんな話こんな話（ラジオ日本、2011年4月3日 - ）

## 作詞
- アグネス・チャン
  - 時の河（1983年、シングル「小さな質問」カップリング）
  - 人はなぜ（1983年、シングル「Lady Of The Wind」カップリング）